# بالزرس
بالزرس یا بالتزرس (به آلمانی: Balzers) روستایی در یکی از ۱۱ شهرستان کشور پادشاهی لیختن‌اشتاین است.